# Petersberg (Saalekreis)
Petersberg is een gemeente in de Duitse deelstaat Saksen-Anhalt, en maakt deel uit van de Landkreis Saalekreis.
Petersberg telt 9.438 inwoners.

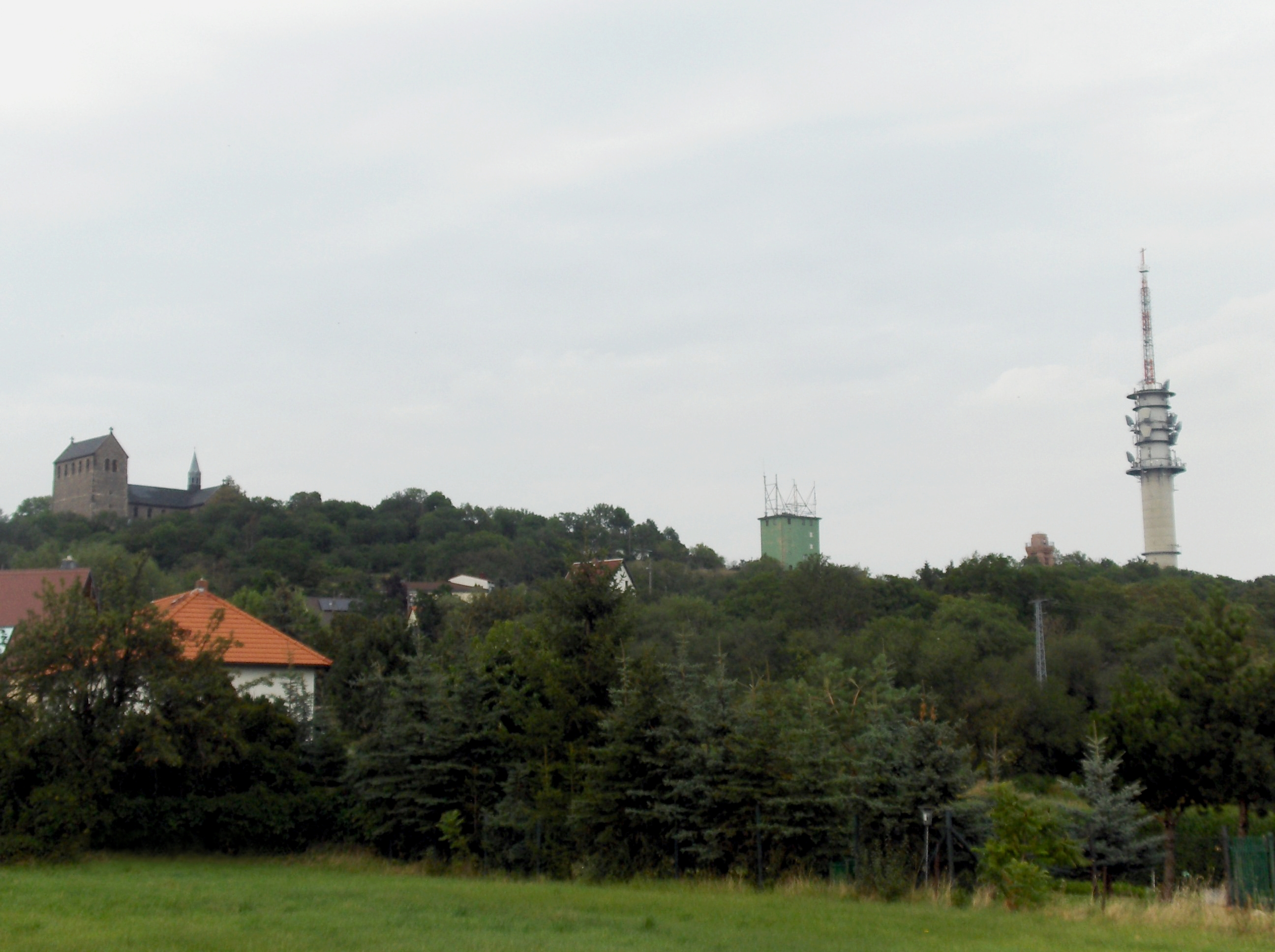
Petersberg, gezien vanuit het zuidwesten
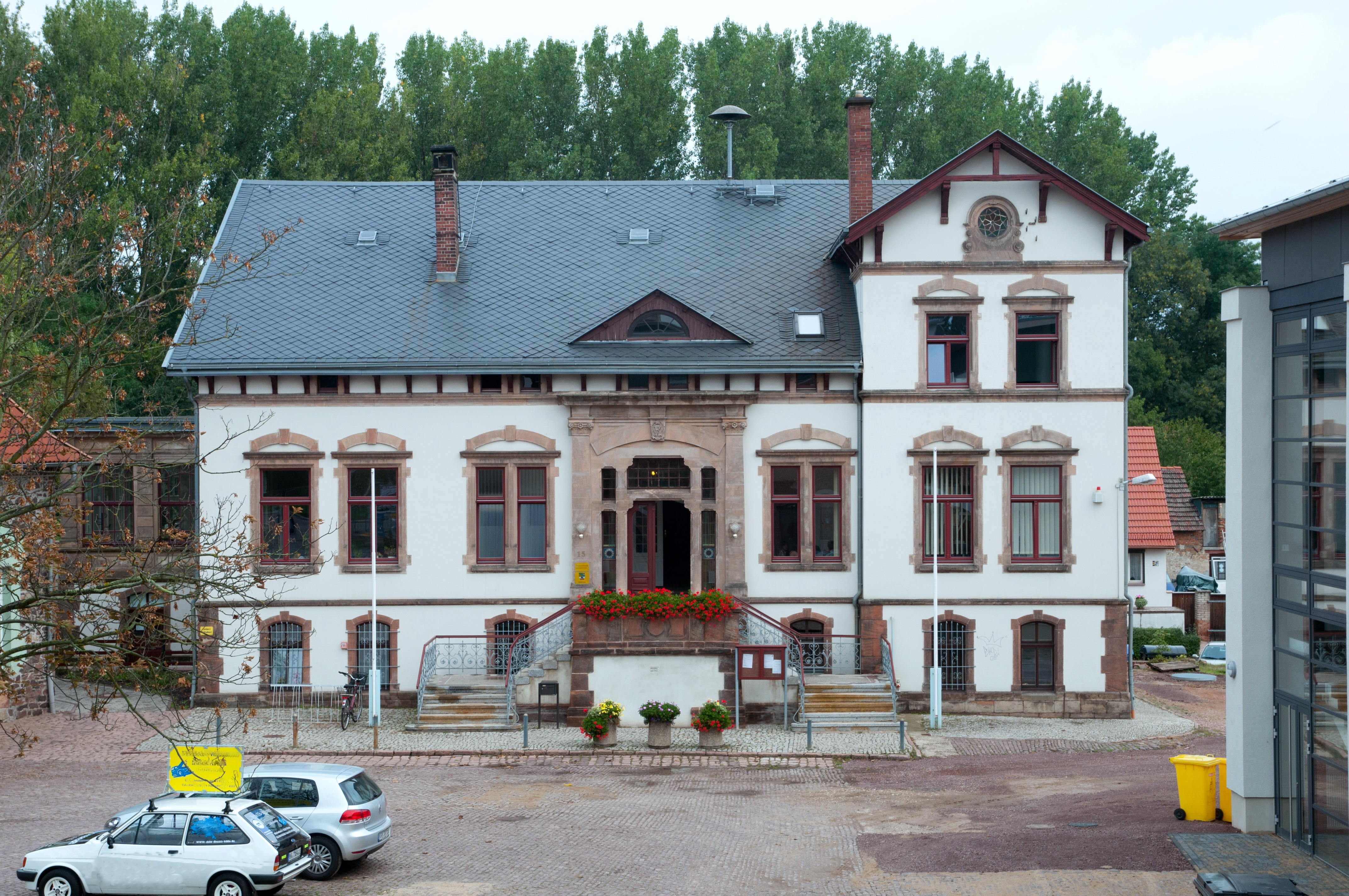
Gemeentehuis
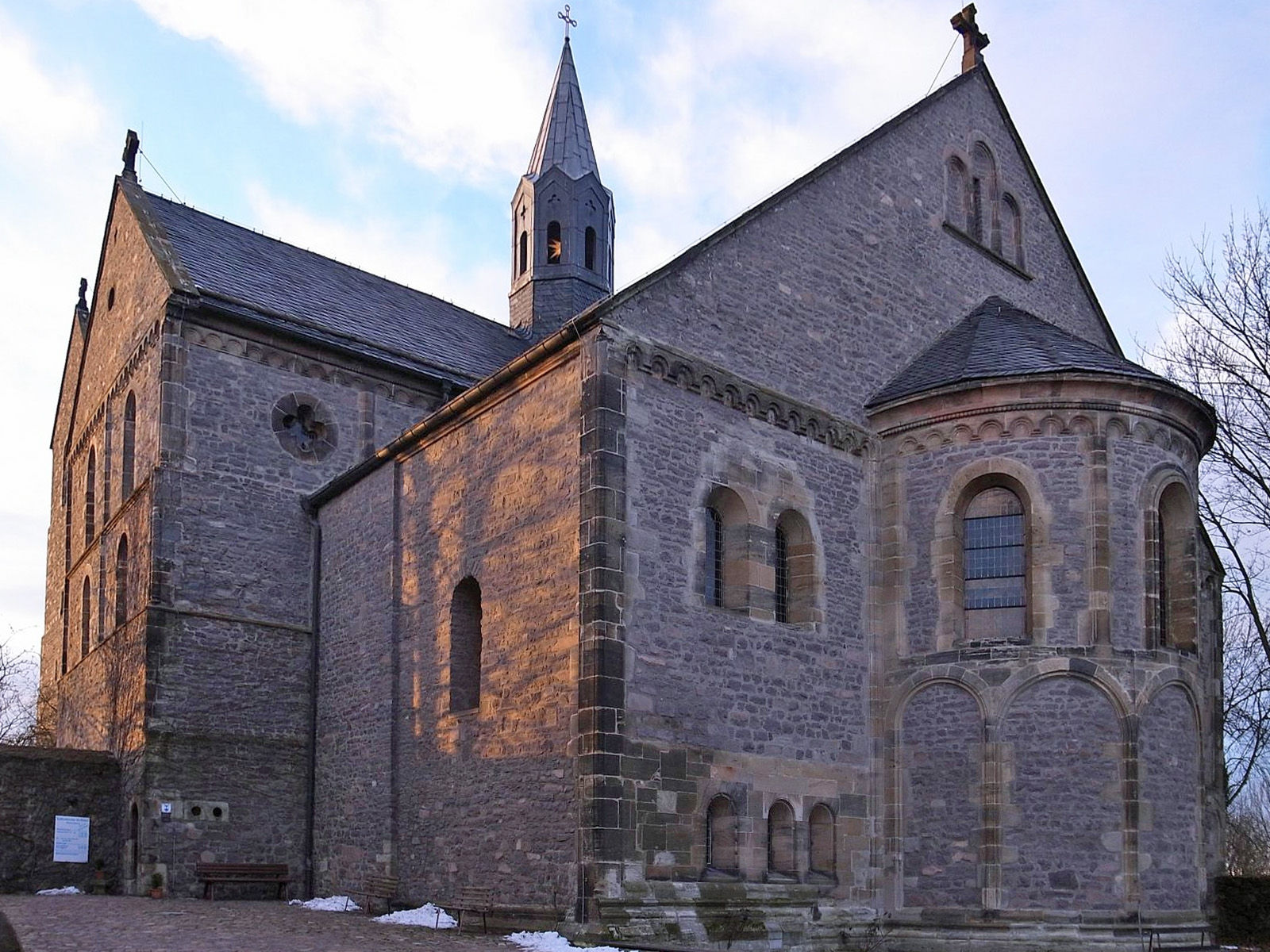
Stiftkerk van de heilige Petrus, Petersberg

## Geschiedenis
De eenheidsgemeente Petersberg is op 1 januari 2010 ontstaan door het samenvoegen van de deelnemende gemeenten in de Verwaltungsgemeinschaft Götschetal-Petersberg (Brachstedt, Götschetal, Krosigk, Kütten, Morl, Ostrau en Petersberg)

## Indeling gemeente
De gemeente bestaat uit de volgende Ortsteile
| - Alaune - Beidersee - Brachstedt - Drehlitz - Drobitz - Frößnitz - Gutenberg | - Hohen - Kaltenmark - Krosigk - Kütten - Möderau - Morl - Mösthinsdorf | - Nehlitz - Ostrau - Petersberg - Sennewitz - Teicha - Wallwitz - Wurp |

Bad Dürrenberg ·
Bad Lauchstädt ·
Barnstädt ·
Braunsbedra ·
Farnstädt ·
Kabelsketal ·
Landsberg ·
Leuna ·
Merseburg ·
Mücheln (Geiseltal) ·
Nemsdorf-Göhrendorf ·
Obhausen ·
Petersberg ·
Querfurt ·
Salzatal ·
Schkopau ·
Schraplau ·
Steigra ·
Teutschenthal · 
Wettin-Löbejün